# Джейн Б. глазами Аньес В.
«Джейн Б. глазами Аньес В.» (фр. Jane B. par Agnès V.) — французский документальный драматический фильм 1988 года режиссёра Аньес Варды о франко-британской актрисе Джейн Биркин.

## Сюжет
Фильм был задуман, когда Джейн призналась Аньес, что опасается наступления сорокалетия, на что Варда ответила ей, что это прекрасный возраст и идеальное время, чтобы написать портрет жизни Биркин.
В фильме интервью с Биркин о её прошлой и нынешней жизни сочетаются с небольшими эпизодами, в которых она играет роли, которые либо ей, либо Варде интересно увидеть в её исполнении.

## В ролях
- Джейн Биркин — Бедовая Джейн, Клод Жад, Жанна д'Арк
- Жан-Пьер Лео — разгневанный любовник
- Филипп Леотар — убийца, художник
- Серж Генсбур — Серж
- Ален Сушон — чтец Верлена

## Производство
«Джейн Б. глазами Аньес В.» снимался параллельно с другим фильмом Варда при участии Биркин «Мастер кунг-фу»
.
Шарлотта Генсбур, дочь Джейн Биркин, позднее призналась, что ей не нравились съёмки, поскольку Варда и её съемочная группа в течение года оставались в их доме, чтобы завершить проекты.

## Восприятие
Автор The New York Times Гленн Кенни отмечает: «Этот отрывок жизни, далёкий от простого документального фильма, является дополнением к художественному фильму г-жи Варды „Мастер кунг-фу“, в котором г-жа Биркин сыграла главную роль. „Джейн Б.“. кажется результатом глубокого, взаимного сотрудничества между режиссёром и объектом его внимания». По мнению Зинаиды Пронченко, «портрет Джейн Биркин — художественный эксперимент на документальной основе, излюбленный прием Аньес, смешать жизнь и искусство, правду и вымысел и посмотреть, что будет, кто возьмёт верх». Настасья Горбачевская (Film.ru) оценила фильм на 8 баллов, реюмируя: «Варда не только ищет ответы в доме Джейн, но и просит показать содержимое сумки — лучший способ заглянуть женщине в душу согласно философии Vogue, а лучший способ побаловать актрису — дать ей роль».